# Jefferson Davis
Jefferson Finis Davis, född 3 juni 1808 i Fairview, Christian County, Kentucky, död 6 december 1889 i New Orleans, Louisiana, var en amerikansk politiker (demokrat) och militär (bland annat överste för Mississippi Rifles i Mexikanska kriget); senator 1847–1851 och 1857–1861 samt USA:s krigsminister 1853–1857. När de amerikanska sydstaterna trädde ur unionen 1861 utsågs Davis till provisorisk president i Amerikas konfedererade stater (CSA), en post han behöll fram till sydstaternas kapitulation efter amerikanska inbördeskriget.

## Biografi

### Uppväxt
Davis föddes i Kentucky men utvandrade tidigt med sina föräldrar till Mississippi, blev 1828 officer, lämnade 1835 den amerikanska armén och blev bomullsplantageägare i Mississippi. Vid sidan av sin affärsverksamhet blev han 1843 aktiv medlem i det demokratiska partiet och var 1845–1846 medlem av representanthuset. 1846–1847 deltog han med utmärkelse i kriget mot Mexiko och var 1853–1857 krigsminister under Franklin Pierce samt 1848–1851 och 1857–1861 Mississippis representant unionssenaten. Här samarbetade han med John C. Calhoun i kampen mot 1850 års kompromiss i slavfrågan, och tog efter dennes död 1850 upp dennes mantel, och utvecklade dennes statsteoretiska tankar. Han blev inom kort sydstatsdemokraternas dominerande gestalt, och snart deras ledare.

### Presidenttiden
Liksom Calhoun eftersträvade han inte sydstaternas utträde ur unionen, men han såg i detta en sista utväg om man inte hade några andra vägar att skydda söderns intresse. Så länge Mississippi var kvar i unionen behöll han dock sin plats i senaten, och försvarade där såväl sydstaternas rätt att utträda som deras faktiska utbrytning. Sedan Mississippi 1861 anslutit sig till sydstaterna, lämnade Davis unionssenaten, blev utnämnd till generalmajor i staten Mississippis armé och valdes samma år till provisorisk president i Amerikas konfedererade stater (CSA). Davis insatser som president har bedömts mycket olika, men Davis torde ha en viktig roll i att försvaret kunde organiseras så raskt och bedrivas med sådan framgång, att sydstaternas seger under en tid syntes nära. En svaghet var dock att han i stället för att så vitt som möjligt avlasta sig sina uppgifter istället ökade sin arbetsbörda genom att lägga sig i styrelsens detaljer, även då hans ingripanden var opåkallade. Främst fick hans ingripande betydelse i de rent militära frågorna, där hans erfarenheter inte kunde mäta sig med generalernas. Avskedandet av Joseph E. Johnston i en kritisk situation anses ha haft för sydstaterna ödesdigra följder.
In i det sista stod Davis fast. Vid fredsunderhandlingarna i januari 1865 med nordstaterna fastställde han som första fredsvillkor erkännande av konfederationen. Efter Robert E. Lees kapitulation uppmanade han Johnston till fortsatt motstånd. Sedan även denne kapitulerat var hans plan att organisera ett gerillakrig, som till sist skulle omöjliggöra nordstatstruppernas kvarblivande i södern. Efter de stora nederlagen i kriget begav sig Davis på flykt men blev gripen och hölls fängslad fram till 1867. Han anklagades för olika förseelser och grymheter under kriget men frikändes. Vid den allmänna amnesti som senare utfärdades och som gav fulla medborgarrättigheter åt alla sydstatsmän, uteslöts endast Davis. Davis, som i slutet av kriget förlorat större delen av sitt stöd i södern återfick till stora delar, genom den hårdhet med vilken han behandlades, mycket av sin popularitet.

### Senare liv
Jefferson Davis erbjöds därefter många olika arbeten, bland annat som rektor vid olika skolor. Han accepterade slutligen att bli verkställande direktör för ett livförsäkringsbolag. Han ägnade sina sista år främst åt författarverksamhet. Bland hans skrifter märks Rise and Fall of the Confederate Government (2 band, 1881), en stort anlagd försvarsskrift för hans regeringssystem och för söderns politik. Davis samlade skrifter utgavs 1923 av D. Rowland under titeln Jefferson Davis, Constitutionalist (10 band).